# Kaniula dożylna

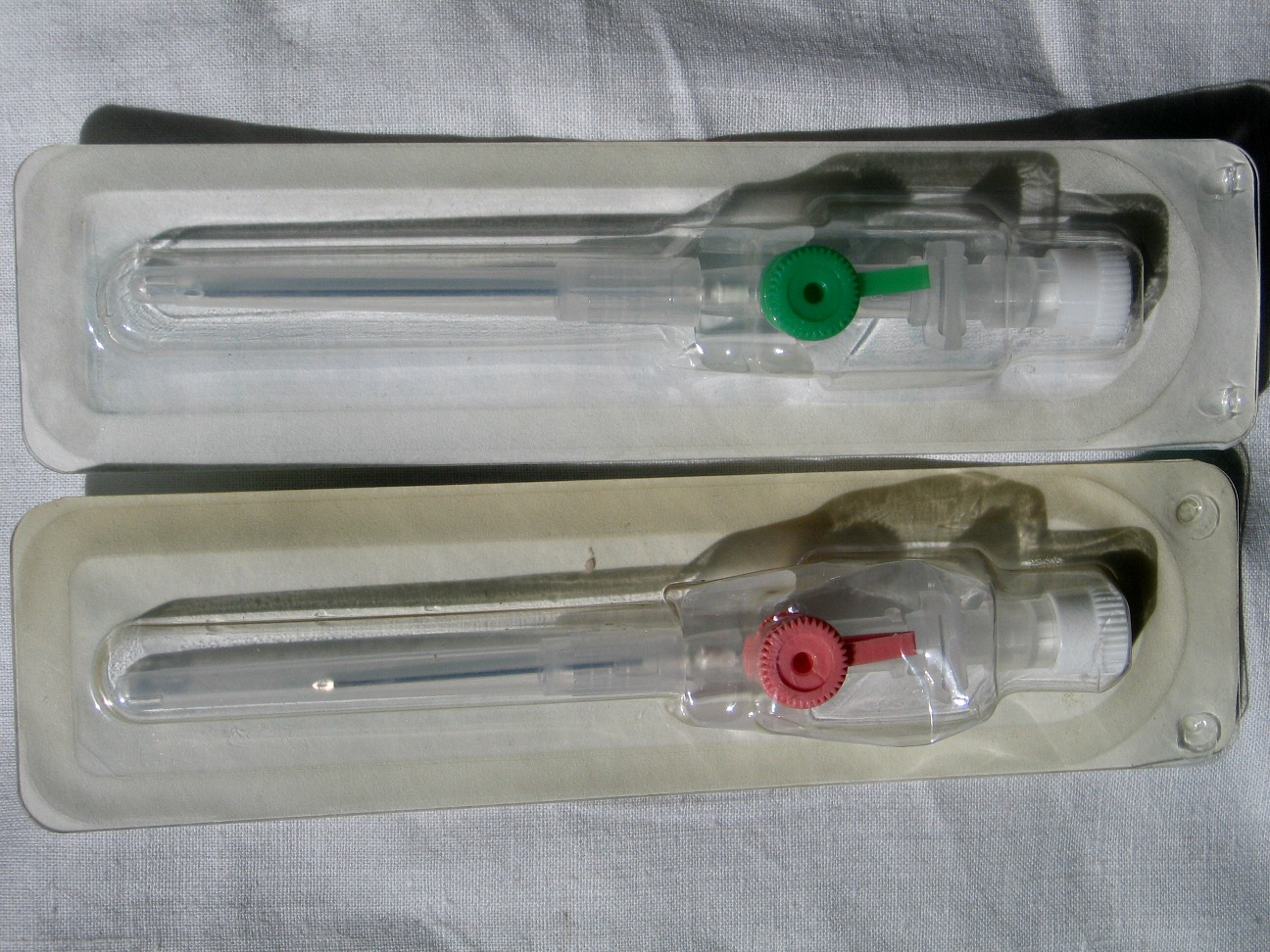
Kaniule (oznaczone kolorystycznie)

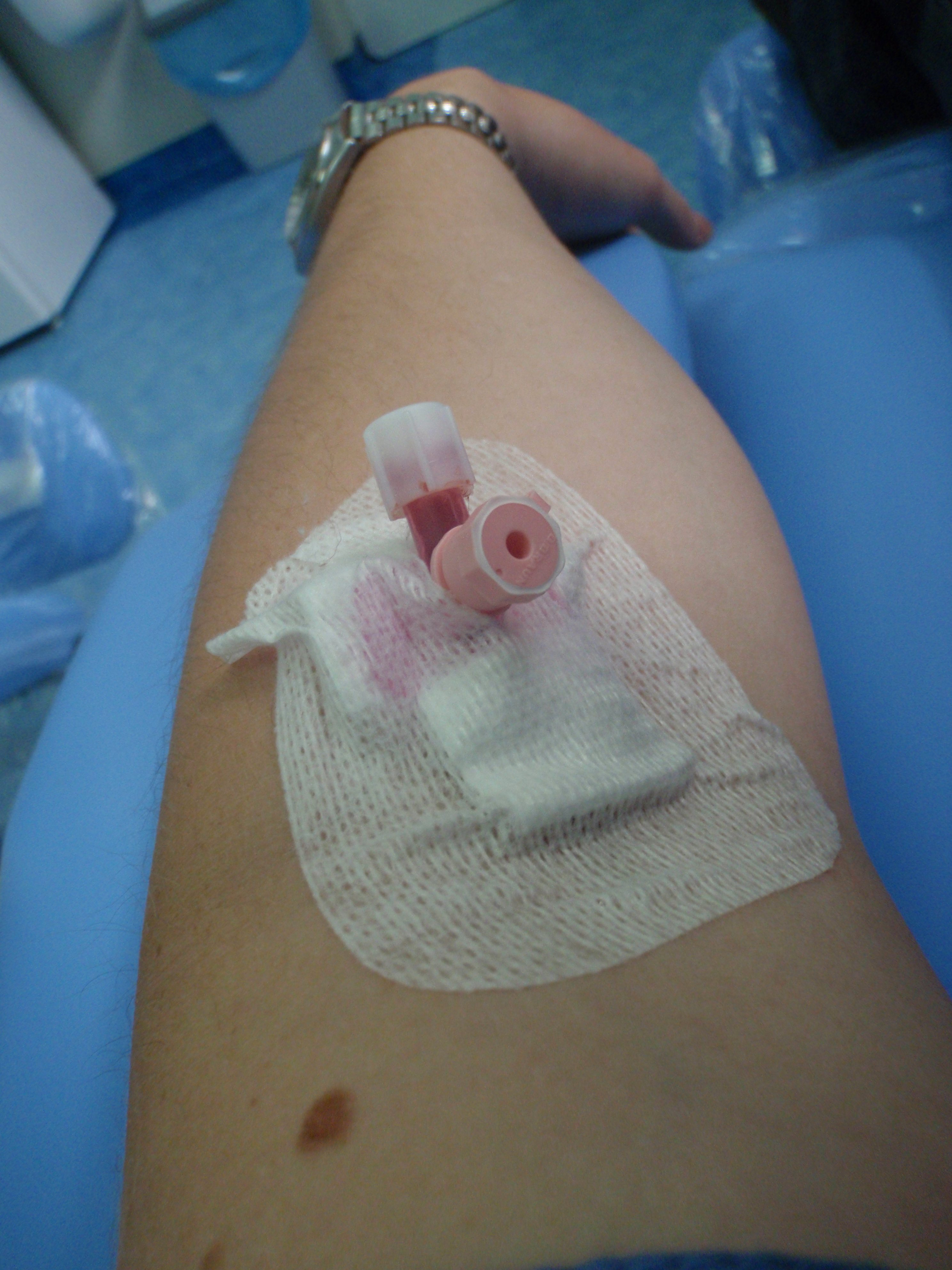
Kaniula założona pacjentowi

Kaniula dożylna (obwodowa), potocznie wenflon – rurka z tworzywa sztucznego umieszczana przy pomocy stalowej igły tymczasowo w żyle. Jej część zewnętrzna pozwala na przyłączenie strzykawki lub kroplówki.
Dzięki kaniuli pacjent może otrzymywać dożylnie lekarstwa bez konieczności każdorazowego wykonywania nowego wkłucia. Wenflon powinien być zmieniony na nowy po 72 godzinach, często jednak wymagane jest wcześniejsze jego usunięcie ze względu na ryzyko powstania infekcji, stanu zapalnego żyły oraz zaczopowania światła wenflonu przez skrzep. Niektóre kaniule uwalniają antykoagulant, zapobiegający powstawaniu skrzepu w świetle rurki. Przy trudnościach z założeniem i dobrym stanie poprzedniego wkłucia kaniula może pozostać w żyle, dopóki będzie drożna i nie rozwinie się stan zapalny. Wkłucie należy przepłukać płynem fizjologicznym przed podaniem leku i po jego podaniu.
"Wenflon" to spolszczony zapis od angielskiego słowa "venflon". Jest to zastrzeżona nazwa wyrobu stworzonego przez firmę Becton Dickinson. Z upływem czasu słowo "venflon" przeszło proces stopniowego przekształcania się z nazwy zastrzeżonej do nazwy pospolitej.

## Kolory oznaczające rozmiar kaniuli
Wielkość kaniuli kodowana jest dla łatwiejszej orientacji odpowiednim kolorem, określającym wewnętrzną średnicę plastikowej rurki (norma ISO 10555-5:2013).

### Fioletowy
- rozmiar: 26 G
- średnica: wewnętrzna 0,3 mm, zewnętrzna 0,6 mm

### Żółty
- rozmiar: 24 G
- średnica: wewnętrzna 0,4 mm, zewnętrzna 0,7 mm

### Niebieski
- rozmiar: 22 G
- średnica: wewnętrzna 0,6 mm, zewnętrzna 0,8 mm (lub 0,9 mm)
- przepływ: płynu 31 ml/min, krwi 18 ml/min

### Różowy
- rozmiar: 20 G
- średnica: wewnętrzna 0,8 mm, zewnętrzna 1,0 mm (lub 1,1 mm)
- przepływ: płynu 54 ml/min, krwi 31 ml/min

### Zielony
- rozmiar: 18 G
- średnica: wewnętrzna 1,0 mm, zewnętrzna 1,2 mm (lub 1,3 mm)
- przepływ: płynu 80 ml/min, krwi 45 ml/min

### Biały
- rozmiar: 17 G
- średnica: wewnętrzna 1,2 mm, zewnętrzna 1,4 mm (lub 1,5 mm)
- przepływ: płynu 125 ml/min, krwi 76 ml/min

### Szary
- rozmiar: 16 G
- średnica: wewnętrzna 1,4 mm, zewnętrzna 1,7 mm (1,6–1,8 mm)
- przepływ: płynu 200 ml/min, krwi 118 ml/min

### Pomarańczowy, czerwony lub brązowy
- rozmiar: 14 G
- średnica: wewnętrzna 1,7 mm, zewnętrzna 2,0 mm (1,9–2,2 mm)
- przepływ: płynu 270 ml/min, krwi 172 ml/min